# Dürkopp

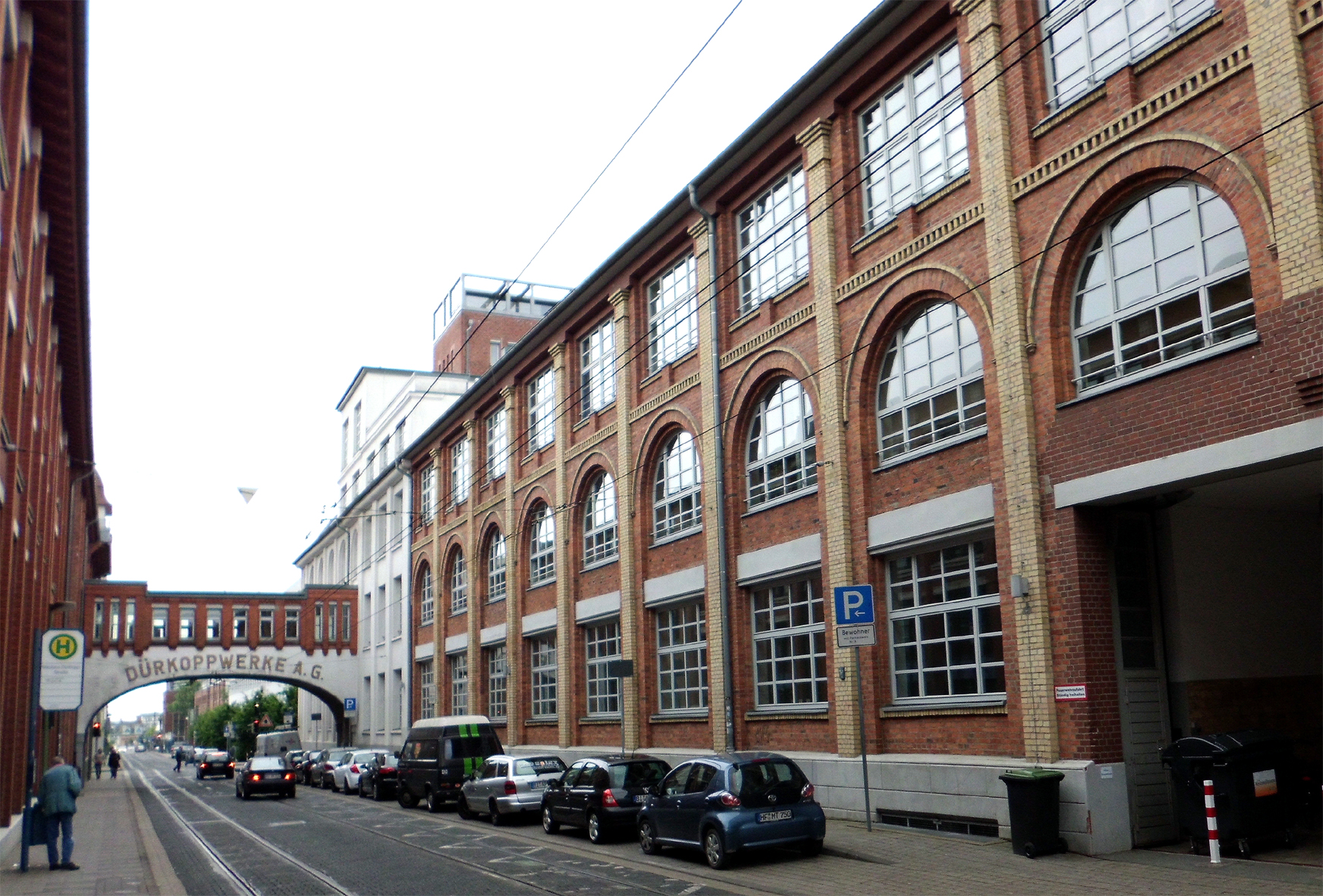
Dürkopp-Werke

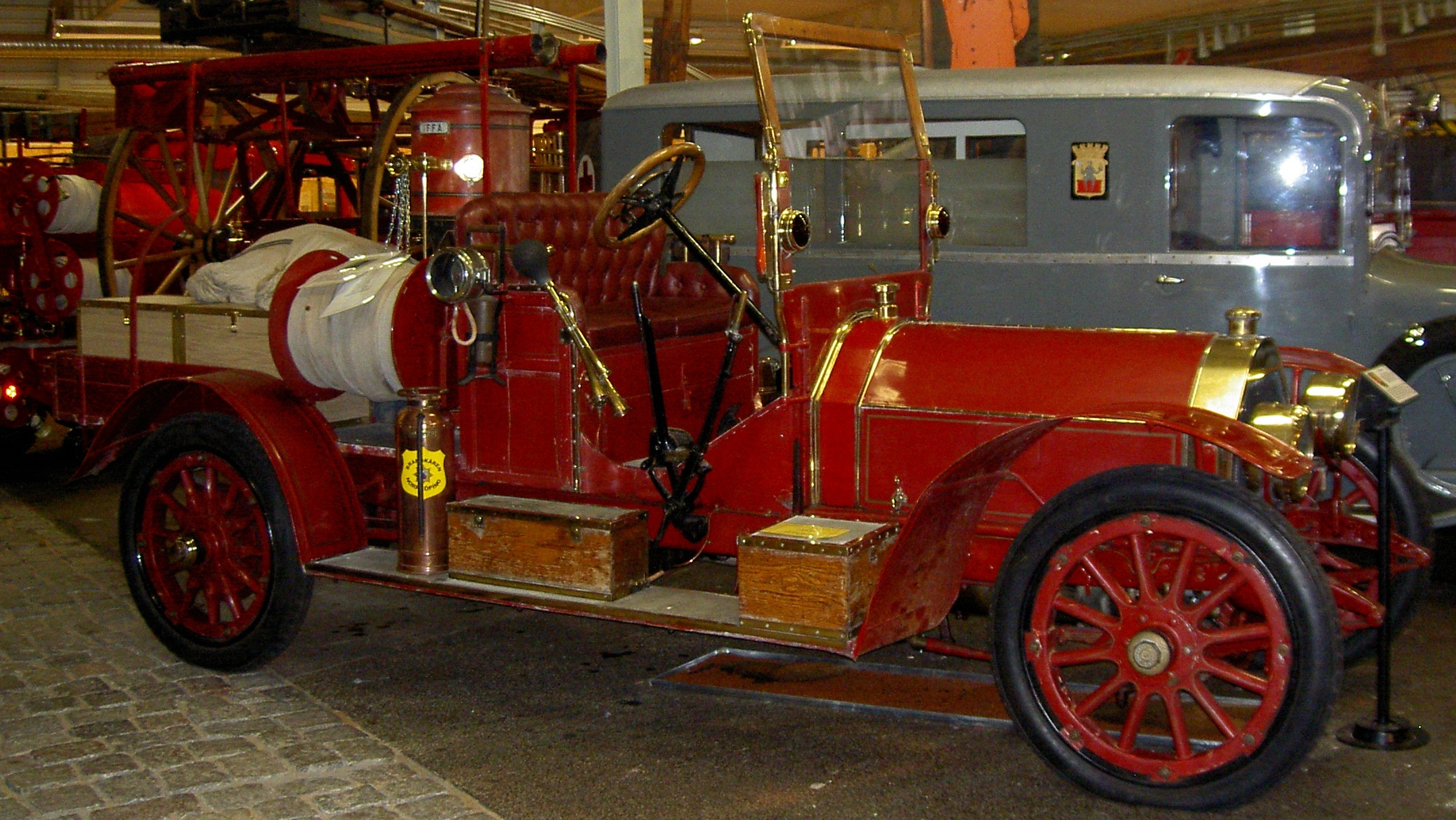
Brandbil från 1906 i Brandkårsmuseet i Simonstorp

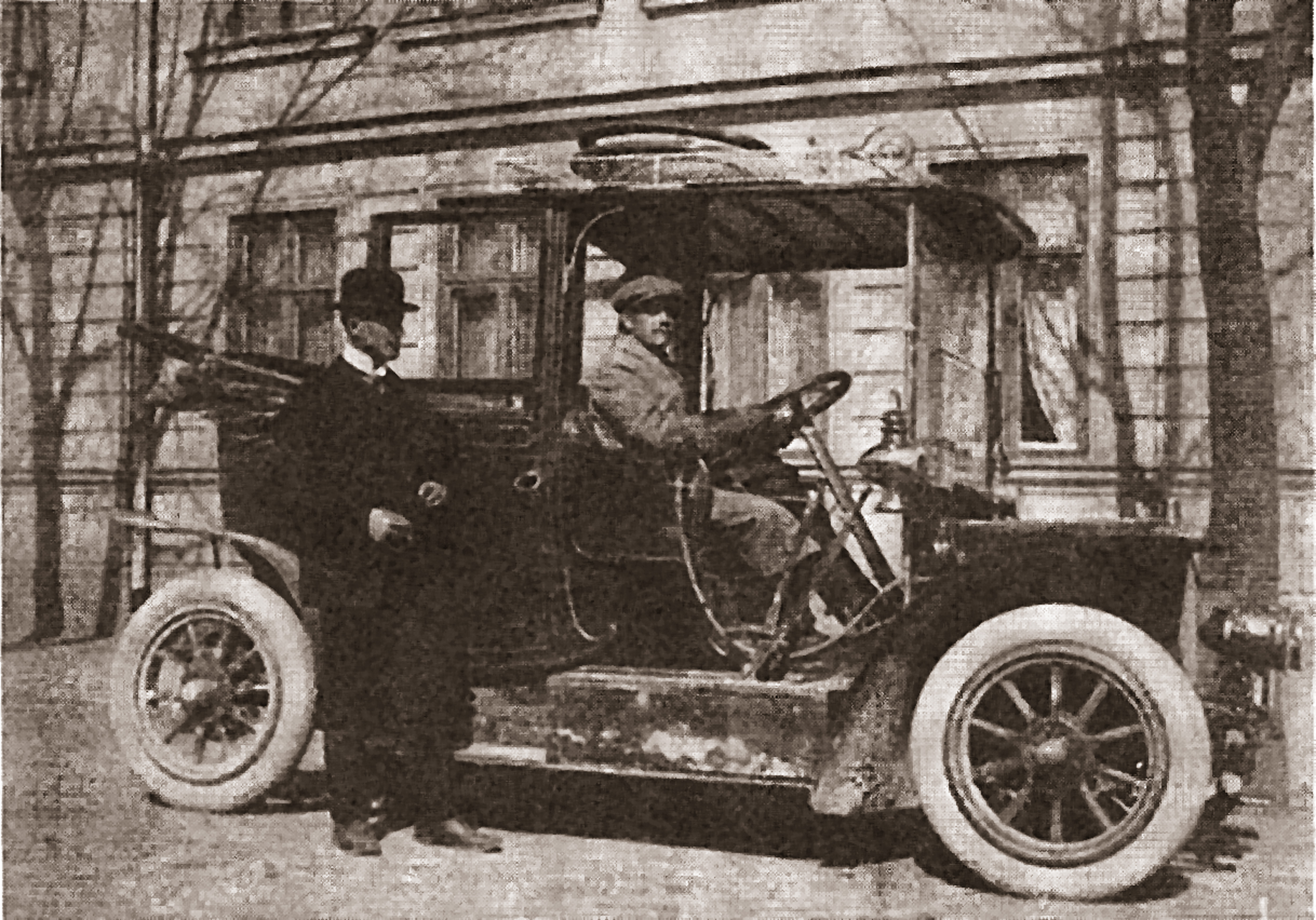
En trecylindrig Dürkopp modell 1906 som användes vid Sätra Brunn för transporter mellan kurorten och Sala

Dürkopp AG var en tysk tillverkare av symaskiner, cyklar, motorcyklar, bilar och kullager med huvudkontor i Bielefeld. Företaget grundades av Nikolaus Dürkopp och ingår idag i Dürkopp Adler AG, som tillverkar industrisymaskiner. 

## Historik
Nikolaus Dürkopp konstruerade 1861 sin första symaskin och grundade 1867 det egna företaget Dürkopp & Schmidt. Genombrottet kom sedan Ferdinand Kaselowsky, chef för Ravensberger Spinnerei, engagerade sig i företaget. Affärspartnern Carl Schmidt lämnade företaget och grundade Anker-Werke. Under namnet  Dürkopp & Co. började man som första tyska företag serieproduktion av cyklar som blev en stor framgång för företaget. Cykelmärket Dürkopp fanns fram till 2006. 
Åren 1897–1929 tillverkade Dürkopp även person- och lastbilar. Produktionen började med Panhard et Levassor som förebild. I samband med den ekonomiska krisen 1929 lades produktionen ner. År 1930 togs symaskinstillverkningen över av Kochs Adler och Dürkopp minskade till 700 medarbetare. Snart var man åter uppe i över 2000 anställda, en följd av rustningsproduktionen som följde efter nazisternas maktövertagande. Dürkopp tillverkade en rad komponenter, bland annat för stridsvagnar, maskingevär och granater. Efter andra världskriget koncentrerades produktionen till industrisymaskiner, cyklar och automationsanläggningar. Sedan återupptog man tillverkningen av mopeder, en produktion som varade fram till 1961. 
År 1962 köptes aktiemajoriteten i Dürkoppwerke AG av FAG Kugelfischer AG. Efter det att FAG tagit över Kochs Adler AG 1987, slogs verksamheterna ihop till Dürkopp Adler. När FAG togs över av INA 2002, såldes Dürkopp Adler till det kinesiskt bolaget ShangGong Group i Shanghai.